# Litakovo, Sofia
Litakovo (în bulgară Литаково) este un sat în comuna Botevgrad, regiunea Sofia,  Bulgaria. 

## Demografie
Componența etnică a satului Litakovo
     Bulgari (64,62%)
     Romi (33,6%)
     Nicio identificare (1,76%)
     Altele (0,46%)
La recensământul din 2011, populația satului Litakovo era de 1.928 locuitori. Din punct de vedere etnic, majoritatea locuitorilor (64,62%) erau bulgari, cu o minoritate de romi (33,6%). Pentru 1,76% din locuitori nu este cunoscută apartenența etnică.